# 玉名市立玉水小学校
玉名市立玉水小学校（たまなしりつ たまみず しょうがっこう）は、熊本県玉名市天水町部田見にある公立小学校。
2027年（令和9年）3月末をもって閉校し、玉名市立小天小学校と統合の上、「玉名市立天水小学校」（仮称）が新設される予定である。

## 概要
歴史
明治初期（1874年（明治7年）から1876年（明治9年）の間）に創立した小学校が1893年（明治26年）に統合して開校。現校名となったのは2005年（平成17年）。統合した年を創立年としており、2023年（令和5年）に創立130年を迎えた。
校訓
「健康で心豊かな子」
- 丈夫な体でやりぬく子
- 思いやりのあるやさしい子
- 自分で考え頑張る子

学校教育目標
「ふるさと天水町に誇りを持ち、たくましく生き抜く児童・生徒の育成」
校章
桜の花弁を背景にして、中央に校名の「玉水」の文字（縦書き）を配している。
校歌
1959年（昭和34年）制定。作詞は山口白陽、作曲は合志清人による。歌詞は3番まであり、各番の歌詞中に校名の「玉水」が登場する。
通学区域
玉名市小天町のうち「部田見上、部田見中、小山、久島、立花東、立花西、米山、斉藤、尾田南、尾田北、竹崎、野部田」。中学校区は玉名市立天水中学校。
スクールカラー
オレンジ色

## 沿革
前史
- 1874年（明治7年）-「竹崎小学校」および「部田見小学校」が創立。
- 1875年（明治8年）-「立花小学校」が創立。竹崎小学校が「野部田小学校」に改称。
- 1876年（明治9年）-「尾田小学校」が創立。
- 1877年（明治10年）4月 - 西南の役の兵火により、野部田小学校校舎が全焼。
- 1878年（明治11年）10月 - 野部田小学校校舎が復旧。
- 1886年（明治19年）- 小学校令が施行され、以下の様に改称。
  - 部田見小学校 →「尋常部田見小学校」
  - 野部田小学校 →「尋常部田見小学校 野部田支校」（分校）
  - 尾田小学校 →「尾田小学簡易科教場」（簡易小学校）
  - 立花小学校 →「立花小学簡易科教場」（同上）
- 1888年（明治21年）4月 - 野部田支校を「尾田小学簡易科教場 野部田出張授業所」と改称。
- 1889年（明治22年）4月1日 - 町村制施行により、玉名郡5村（部田見・立花・竹崎・野部田・尾田）が合併し「玉水村」が発足。
- 1890年（明治23年）- 小学校令の改正により、簡易科が廃止され、各小学校に尋常科が設置される。
  - 「尋常部田見小学校」（変更なし）
  - 「尋常竹崎小学校」
  - 「尋常尾田小学校」
  - 「尋常立花小学校」
- 1892年（明治25年）4月 - 以下のように改称（「尋常」の位置が変更となる）。
  - 「部田見尋常小学校」
  - 「竹崎尋常小学校」（その後すぐ「玉水尋常小学校」に改称。）
  - 「尾田尋常小学校」
  - 「立花尋常小学校」

統合
- 1893年（明治26年）10月 - 尋常小学校4校（玉水（竹崎）・尾田・部田見・立花）が統合し、「玉水尋常小学校」（尋常科4年）となる。それぞれ「玉水（竹野）教場」、「尾田教場」、「部田見教場」、「立花教場」となる。
- 1905年（明治38年）- 高等科（2年制）を併置し、「玉水尋常高等小学校」（尋常科4年・高等科2年）と改称。
- 1907年（明治40年）- 竹野教場が分離の上、部田見教場と立花教場を統合し「玉水北尋常小学校」として独立。
- 1908年（明治41年）4月 - 改正小学校令により、尋常科（義務教育年限）が4年制から6年制に改められる。従来の高等科1・2年を尋常科5・6年に新た舞えるため、高等科を廃止の上「玉水尋常小学校」（尋常科6年）に改称。
- 1910年（明治43年）4月 - 高等科（2年制）を併置し、「玉水尋常高等小学校」（尋常科6年・高等科2年）と改称。
- 1916年（大正5年）- 尾田分教場を廃止。
- 1929年（昭和4年）3月 - 玉水北尋常小学校を統合。
- 1930年（昭和5年）7月 ^ 新校舎が完成。
- 1930年（昭和5年）- 旧校歌を制定（作詞は訓導の広田弥七による）。
- 1936年（昭和11年）- 2教室を増築。
- 1941年（昭和16年）4月1日 - 国民学校令施行により「玉名郡玉水村玉水国民学校」と改称。尋常科を初等科に改める。
- 1942年（昭和17年）10月 - 運動場を拡張。
- 1945年（昭和20年）4月 - 戦争の激化により、分散授業を余儀なくされる。
- 1947年（昭和22年）4月1日 - 学制改革が行われる（六・三制の実施）。
  - 国民学校初等科は、新制小学校「玉水村立玉水小学校」に改組・改称。
  - 国民学校高等科は青年学校普通科とともに、新制中学校「玉水村立玉水中学校」に改組・改称。小学校に併設される。
- 1949年（昭和24年）4月 - PTAが発足。小天中学校が「小天村玉水村組合立 天水中学校」に統合される。
- 1954年（昭和29年）10月1日 - 2村（玉水・小天）合併により「天水村」が発足。「天水村立玉水小学校」と改称。
- 1959年（昭和34年）6月 - 現校歌を制定。
- 1960年（昭和35年）
  - 5月 - 校旗が寄贈される。
  - 10月1日 - 天水村が町制施行の上「天水町」が発足。「天水町立玉水小学校」と改称。
- 1967年（昭和42年）11月 - 学校給食を開始。
- 1968年（昭和43年）4月 - プールが完成。
- 1972年（昭和47年）2月 - 特殊学級を開設。
- 1974年（昭和49年）8月 - 北側の木造校舎を解体。
- 1977年（昭和52年）8月 - 鉄筋コンクリート造新校舎（第一期工事）が完成。
- 1978年（昭和53年）6月 - 鉄筋コンクリート造校舎・体育館・幼稚園園舎等（第二期工事）が完成。
- 1983年（昭和58年）12月 - 増築3教室が完成。
- 1992年（平成4年）10月 - 運動場の全面改修を実施。新相撲場が完成。
- 1993年（平成5年）10月 - 創立100周年記念式典を挙行。
- 1995年（平成7年）4月 - 特殊学級「なかよし学級」を設置。
- 2005年（平成17年）10月3日 - 天水町が玉名市と合併し、「玉名市立玉水小学校」（現校名）と改称。
- 2008年（平成20年）4月 - 2学期制を導入。
- 2009年（平成21年）4月 - 玉水幼稚園の閉園に伴い、旧園舎を多目的ホールとして利用を開始。
- 2024年（令和6年）4月 - 教室の配置換えを実施。
- 2027年（令和9年）
  - 3月31日 - 統合により閉校（予定）[1]。
  - 4月1日 - 玉名市立小天小学校と統合の上、「玉名市立天水小学校」（仮称）が開校（予定）。校舎は玉名市立天水中学校敷地内に新築される（予定）[1]。

## 交通アクセス
最寄りの幹線道路
- 熊本県道113号玉名植木線

## 周辺
- 玉水保育園
- 天水ライスセンター
- 部田見八社宮
- 唐人川
- 尾田川